# 忍たまえかきうた
｢忍たまえかきうた｣はわらびゆうこの楽曲で忍たま乱太郎の1998年のエンディングテーマである。

## 収録アルバム
- ｢忍たま乱太郎 オリジナル・サウンドトラック 其の五｣ (1997年発売)
- ｢忍たま乱太郎 続・忍たまファミリー大集合 ベストセレクション｣ (1999年発売)
- ｢続・忍たまファミリー大集合｣ (1999年発売)
- ｢忍たま乱太郎 20th アニバーサリーアルバム 忍たまファミリー・ベストセレクション｣ ※Disc 1に収録 (2012年発売)

## 曲の詳細
1. 忍たまえかきうた [4:44]
  - 作詞 : 尼子騒兵衛 作曲 : 馬飼野康二
  - NHK教育アニメ ｢忍たま乱太郎｣ 1998年 エンディングテーマ